# (29080) Astrocourier
(29080) Astrocourier es un asteroide perteneciente al Cinturón de asteroides, región del sistema solar que se encuentra entre las órbitas de Marte y Júpiter.
Fue descubierto el 1 de septiembre de 1978 por Nikolái Stepánovich Chernyj desde el Observatorio Astrofísico de Crimea.

## Designación y nombre
Designado provisionalmente como 1978 RK fue nombrado por la Sociedad Astronómica Euroasiática, creada en 1990, es miembro afiliado de la Sociedad Astronómica Europea. La Sociedad publica Transacciones astronómicas y astrofísicas y el boletín electrónico Astrocourier.

## Características orbitales
(29080) Astrocourier está situado a una distancia media del Sol de 3,151 ua, pudiendo alejarse hasta 3,741 ua y acercarse hasta 2,561 ua. Su excentricidad es 0,187 y la inclinación orbital 18,161 grados. Emplea 2042,91 días en completar una órbita alrededor del Sol.
Los próximos acercamientos a la órbita de Júpiter ocurrirán el 22 de abril de 2088, el 20 de febrero de 2099 y el 16 de diciembre de 2194.
Pertenece a la familia de asteroides de (22805) 1999 RR2.

## Características físicas
La magnitud absoluta de (29080) Astrocourier es 12,69.Tiene 17,775 km de diámetro y su albedo se estima en 0,067.